# V373 Большого Пса
V373 Большого Пса (лат. V373 Canis Majoris) — одиночная переменная звезда в созвездии Большого Пса на расстоянии (вычисленном из значения параллакса) приблизительно 2262 световых лет (около 693 парсеков) от Солнца. Видимая звёздная величина звезды — от +12,8m до +11,8m.

## Характеристики
V373 Большого Пса — пульсирующая полуправильная переменная звезда типа SRB (SRB).